# Lesznowola (gromada w powiecie piaseczyńskim)
Lesznowola – dawna gromada, czyli najmniejsza jednostka podziału terytorialnego Polskiej Rzeczypospolitej Ludowej w latach 1954–1972.
Gromady, z gromadzkimi radami narodowymi (GRN) jako organami władzy najniższego stopnia na wsi, funkcjonowały od reformy reorganizującej administrację wiejską przeprowadzonej jesienią 1954 do momentu ich zniesienia z dniem 1 stycznia 1973, tym samym wypierając organizację gminną w latach 1954–1972.
Gromadę Lesznowola z siedzibą GRN w Lesznowoli utworzono – jako jedną z 8759 gromad na obszarze Polski – w powiecie piaseczyńskim w woj. warszawskim, na mocy uchwały nr VI/10/12/54 WRN w Warszawie z dnia 5 października 1954. W skład jednostki weszły obszary dotychczasowych gromad Lesznowola, Lesznowola Nowa, Janczewice, Podolszyn, Magdalenka i Wilcza Góra oraz wieś Borowina z dotychczasowej gromady Jazgarzewszczyzna ze zniesionej gminy Lesznowola w tymże powiecie. Dla gromady ustalono 11 członków gromadzkiej rady narodowej.
31 grudnia 1961 do gromady Lesznowola włączono obszar zniesionej gromady Nowa Wola w tymże powiecie.
Gromada przetrwała do końca 1972 roku, czyli do kolejnej reformy gminnej. 1 stycznia 1973 w powiecie piaseczyńskim reaktywowano gminę Lesznowola.